# Pompa cyrkulacyjna

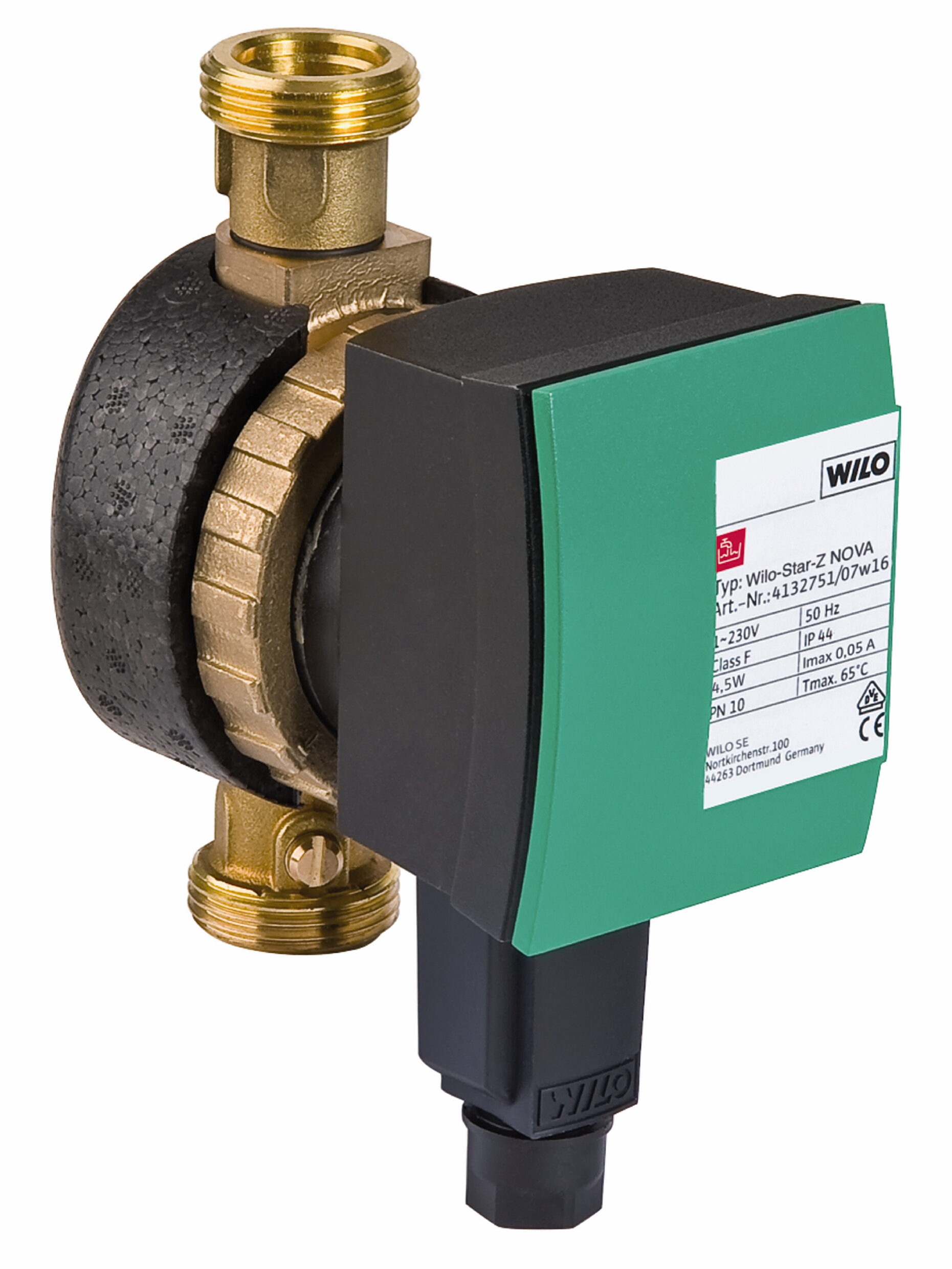
Pompa cyrkulacyjna Wilo-Star Z NOVA

Pompa cyrkulacyjna – rodzaj pompy (najczęściej pompy wirowej) służącej do zwiększania prędkości przepływu płynów w obiegach zamkniętych.
W instalacjach sanitarnych wykorzystywana jest do wymuszenia przepływu wody w głównym przewodzie zasilającym i przewodzie cyrkulacyjnym podgrzewacza c.w.u. Zadanie cyrkulacji w instalacji polega na tym, aby w każdym punkcie czerpalnym uzyskać  ciepłą wodę użytkową (c.w.u.) o wymaganej temperaturze po najkrótszym czasie jej poboru.